# Rhaphidophora araea
Rhaphidophora araea — вид квіткових рослин із родини Araceae, роду Rhaphidophora. Ця ліана росте на Суматрі.